# Mount Pollux
Mount Pollux ist ein 2536 m hoher Berg im Mount-Aspiring-Nationalpark auf der Südinsel Neuseelands. Etwa zwei Kilometer nordöstlich liegt der nur 18 m kleinere Mount Castor, in Anspielung auf die Dioskuren.

## Geschichte
Die Erstbesteigung gelang am 4. Januar 1929 durch Samuel Turner, Eric Miller und Charles Bentham. Am gleichen Tag standen sie auch am Gipfel des Mount Castor.

## Geographie
Der Mount Pollux ist bis zum Mount Aspiring der höchste Berg im Norden des Nationalparks. Rund um den Gipfel liegen Schneefelder und Gletscher, wie der Donald-Gletscher und der Pickelhaube-Gletscher. An der Nordflanke entspringt der Drake River, westlich der Donald River, die beide über den Waiatoto River in die Tasmansee entwässern. Im Südosten liegt der Lucidus Lake, der sein Wasser über den Wilkin River zum Lake Wānaka abführt.
Neben dem Mount Castor weisen auch weitere Gipfel in unmittelbarer Umgebung Namen auf, die auf die griechische Mythologie anspielen, wie etwa Mount Achilles, Pegasus Peak und Apollo Peak.

## Geologie
Das Gestein ist hauptsächlich metamorph und weist unter anderem Schiefer, Marmor und Amphibolit auf. Das Alter beträgt zwischen 200 und 300 Millionen Jahre.

## Infrastruktur
Das Gebiet um den Berg ist lediglich zu Fuß zu erreichen. Bis an die Südostflanke heran führen Teile der Wilkin Valley Tracks, die am New Zealand State Highway 6 starten. Der nächste große Ort ist Wanaka im Südosten. Von Nordwesten und der Küste nahe Haast führt ein Wanderweg das Tal des Waiatoto River herauf.